# العلاقات السعودية الفيتنامية
العلاقات السعودية الفيتنامية يقصد بها العلاقة التي تجمع بين المملكة العربية السعودية بفيتنام.

## تاريخ العلاقة
تم الإعلان عن إقامة العلاقات بين المملكة وفيتنام في 12 رجب 1420 هـ الموافق 12 أكتوبر 1999، وتم افتتاح سفارة لجمهورية فيتنام في الرياض في شهر أبريل عام 2007م كما افتتحت سفارة المملكة في هانوي في شهر ديسمبر عام 2009م.

## التعاون الاقتصادي
في عام 2012 توصلت هيئة الطيران المدني السعودي إلى اتفاق مع الحكومة الفيتنامية يتم بموجبه تسيير 14 رحلة أسبوعية بين البلدين بالتساوي، منها 7 رحلات لنقل الركاب، والبقية لنقل العفش. يوجد بالمملكة نحو 7 آلاف عامل فيتنامي، وهناك عدة مشاريع استثمارية سعودية في فيتنام، من بينها مصنع لمجموعة الزامل لصناعة الحديد والفولاذ الذي يعد من بين أقدم الاستثمارات الأجنبية في فيتنام.